# فطومة (مغنية)
فطومة (25 سبتمبر 1968 -)، مطربة كويتية.

## حياتها
ولدت في الكويت من المرحلة الابتدائية كانت تحب الذهاب دائما لغرفة الموسيقى، وفي المرحلة المتوسطة شاركت مع فريق الموسيقى، وعزفت «درامز» ايقاعات، شاركت كذلك في الأندية الصيفية.
قامت بأخذ دروس خصوصية في الموسيقى التلحين والعزف على بعض الآلات الموسيقية ك العود والأورغ

## مشوارها المهني
بدأت مشوارها الفني عام 1988 كان نصف هذه المدة في حفلات الأعراس أنشأت فرقتها النسائية الخاصة بإحياء الأفراح، كما شاركت في العديد من الفرق النسائية الكويتية لمدة ست سنوات حتى سمع صوتها بعض الملحنين مثل يعقوب الخبيزي الذي اكتشفها ويوسف المهنا وسليمان الملا والنصف الآخر احترفت فيه الفن بالكاسيت كثير من الملحنين وجدوا ضالتهم بها حيث اجادتها للغناء باللون الشعبي الذي تفقده الساحة الخليجية.
أول ألبوم صدر لها في العام 1994 مع شركة النظائر التي وقعت معها عقد احتكار لعدة سنوات، صورت العديد من الأغنيات على طريقة الفيديوكليب الأغاني التي حققت لها شهرة عربيا هي درب السنع وما هو حبيبي الأول
إنضمت لشركة روتانا عام 2007  بعدها إنتقلت لشركة بلاتينيوم ريكوردز في العام 2011
أشتهرت بغناء التراث القديم كالسامري، اليلوه، الخبيتي النقازي
قدمت العديد من الأغاني الوطنية ل دولة الكويت ،شاركت في عدة مهرجانات في دول الخليج كمهرجان هلا فبراير ومهرجان دبي للتسوق مهرجان صلالة إضافة للجلسات التلفزيونية 
تعتبر أول مطربة كويتية وخليجية تغني بالأوبرا المصرية عام 1997 وغنت «آه يا جاسي» للدكتور يوسف دوخي
مديرة أعمالها هي الكويتية هدى الياقوت التي كانت معها منذ انطلاقتها 
عام فبراير 2016 شاركت في الأعياد الوطنية في الصين خلال حفل أقيم في السفارة الكويتية هناكفي الأسبوع الثقافي الكويتي لمرور 40 عاما على العلاقات الدبلوماسية بين الكويت والصين، لتكون أول فنانة عربية تغني بدار الأوبرا الصينية 

## ألبومات
| الألبوم | العام                          | المنتج            |
| ------- | ------------------------------ | ----------------- |
| 1994    | حبيبي ما هو الأول              | شركة النظائر      |
| 1995    | للحب ذكرى                      | شركة النظائر      |
| 1996    | نار الغرام                     | شركة النظائر      |
| 1997    | كوكتيل 97" ضم أغنية درب السنع" | شركة النظائر      |
| 1997    | الحر تكفيه الأشاره             | شركة النظائر      |
| 2000    | مثل القمر                      | شركة النظائر      |
| 2000    | زفة العروس                     | شركة النظائر      |
| 2001    | فطومة 2001                     | شركة النظائر      |
| 2002    | على مهلك                       | شركة النظائر      |
| 2008    | فطومة 2008                     | روتانا            |
| 2011    | فطومة 2011                     | بلاتينيوم ريكوردز |
| 2013    | فطومة 2013                     | إذاعة الكويت      |

## أغاني مصورة
| الأغنية            | المخرج               | المنتج            |
| ------------------ | -------------------- | ----------------- |
| حبيبي ماهو الأول   | مدحت الشحات          | شركة النظائر      |
| يا ويلي منه        | يعرب بو رحمة         | شركة النظائر      |
| يا هلا بلي ذكرني   | فريد المزيدي         | شركة النظائر      |
| عمر الشقا          | محمد سعود المطيري    | شركة النظائر      |
| أهل الهوى          | محمد سعود المطيري    | شركة النظائر      |
| إحسانكم            | مدحت الشحات          | شركة النظائر      |
| درب السنع          | يعرب بو رحمة         | شركة النظائر      |
| الحر تكفيه الإشارة | محمد سعود المطيري    | شركة النظائر      |
| هب السعد           | محمد حسين المطيري    | شركة النظائر      |
| للحب ذكرى          | نواف الشمري          | شركة النظائر      |
| ما أدري تعاتبني    | محمد سعود المطيري    | شركة النظائر      |
| سمعت صوتك          | حسين دعيبس           | شركة النظائر      |
| يا عين هلي         | مدحت الشحات          | شركة النظائر      |
| لا تروحي           | حسين دعيبس           | شركة النظائر      |
| يا شيخة            | سعيد بن حسين بن يوسف | شركة النظائر      |
| يبي موعد           | سامي الشريدة         | شركة النظائر      |
| متساووين           | محمد سعود المطيري    | شركة النظائر      |
| وجعت دماغي         | كامبا                | روتانا            |
| أسمر جنابه         | خليفة الحداد         | روتانا            |
| الأزرق             | مشعل الخلف           | تلفزيون الكويت    |
| العمدة             | بسام الترك           | بلاتينيوم ريكوردز |
| وينك حبيبي         | محمد سعود المطيري    | انتاج خاص         |

## أغاني وطنية وخاصة
- الأزرق (2010) للمنتخب الكويتي بالفوز بكأس خليجي 20
- الله يعزك يا وطن ( 2012)
- ديرتي الكويت ( 2012)
- الصباحي (2012)
- حلوة الكويت بأهلها (2012)
- أوبريت ديرة الطيبين (2014)
- الحمد لله (2014)
- دار الأصل (2015)
- مشتاقين (رمضان 2015)

## أغاني مسلسلات
- 2006: «عني تخلو» مسلسل القناص

## في التمثيل
- كان لها تجربة في مسرح الطفل بعنوان «بلاي ستيشن مع الفنان عبد الرحمن العقل وسماح وجاسم عباس .

## انظر ايضا
- فتات سلطان